# ウォルトン・アンド・ハーシャムFC
ウォルトン・アンド・ハーシャム・フットボールクラブ（Walton & Hersham Football Club）はイングランド、サリー州、ウォルトン・オン・テムズを本拠地とするサッカークラブチームである。2008-2009シーズンはイスミアンリーグ・ディヴィジョン1・サウス（8部相当）に所属。

## タイトル

### 国内タイトル
- FAアマチュアカップ:1回

1972-1973
- アセニアンリーグ・プレミアディヴィジョン:1回

1968-1969
- コリンシアンリーグ:3回

1946-1947,1947-1978,1948-1949
- サリー・シニアカップ:6回

1947-1948,1950-1951,1960-1961,1961-1962,1970-1971,1972-1973
- サウザン・コンベイションカップ:6回

1949-1950,1982-1983,1988-1989,1992-1993,1999-2000,2000-2001
- プレミア・ミッドウィーク・フリードリトカップ:3回

1967-1968,1968-1969,1970-1971
- バラッシカップ:1回

1973-1974
- ジョン・リヴェイ・メモリアルトロフィー:3回

1992-1993,1993-1994,1996-1997
- Saft-Nife Sield:1回

1996-1997

### 国際タイトル
- なし

## 歴代在籍選手
FW
- ネイサン・エリントン 1997-1998